# Jo Spence
Jo Spence (15 de junho de 1934, Londres – 24 de junho de 1992, Camden) foi uma fotógrafa britânica, escritora, trabalhadora cultural e pioneira da Fototerapia. Sua obra transitou entre a fotografia comercial, o retrato documental, a crítica feminista e a exploração do corpo e da doença, especialmente no contexto de sua própria experiência com o câncer de mama. Reconhecida por sua abordagem politizada e autoconsciente da imagem, Spence contribuiu significativamente para os debates sobre representação, identidade e saúde na fotografia contemporânea.

## Primeiros anos e carreira inicial
Jo Spence nasceu no seio de uma família da classe trabalhadora. Iniciou sua carreira como fotógrafa no campo comercial, atuando como assistente de estúdio e, posteriormente, fundando sua própria agência especializada em retratos de família e fotografias de casamento.
Seu pai era operário e sua mãe, empregada doméstica, e ambas as figuras exerceram influência decisiva sobre sua consciência de classe, posteriormente elaborada em sua obra fotográfica. Crescendo em um ambiente de privação material, Spence experienciou desde cedo as contradições sociais e os estigmas culturais atribuídos à condição proletária e feminina. A artista mais tarde referiria a si mesma como alguém moldada pela intersecção de opressões estruturais — um ponto de partida crucial para entender sua prática fotográfica e pedagógica.
O envolvimento inicial com a fotografia não se deu através de canais acadêmicos formais, mas por meio do trabalho comercial. Nos anos 1950, Jo Spence trabalhou como assistente de fotografia e, em seguida, estabeleceu-se como fotógrafa de casamentos, realizando retratos convencionais. Esta experiência, embora tecnicamente valiosa, foi posteriormente criticada por ela como parte de um sistema de representação "fetichizado e burguês" da imagem feminina. Seu contato com práticas alternativas e com teorias marxistas, feministas e psicanalíticas só ocorrerá mais adiante, especialmente a partir dos anos 1970.
É nesse período que Spence ingressa no Polytechnic of Central London (atualmente parte da University of Westminster), onde estudou fotografia e aprofundou seu envolvimento com o meio como forma crítica e política. A formação universitária coincidiu com a efervescência dos movimentos sociais, notadamente o feminismo de segunda onda e os debates sobre a teoria cultural pós-estruturalista. Tais correntes forneceram-lhe uma moldura intelectual para repensar radicalmente o papel da imagem na constituição da subjetividade.
Segundo John Tagg, "a fotografia nunca é mera evidência; ela é sempre uma inscrição ideológica". Este pensamento, presente no contexto acadêmico britânico em que Spence se formou, foi decisivo para a formulação de sua crítica à fotografia documental e ao papel da câmera como instrumento de poder e disciplina. É também nesse período que ela entra em contato com o trabalho de Stuart Hall e do Centre for Contemporary Cultural Studies, cuja crítica à cultura popular e aos mecanismos de hegemonia informaria sua compreensão da imagem como campo de disputa política.
Além disso, a formação de Spence foi profundamente marcada por práticas coletivas e autogestionárias. Em 1974, ela cofundou a Photography Workshop em Londres, um espaço voltado à democratização dos meios de produção visual. Posteriormente, sua colaboração com grupos como Hackney Flashers e The Camerawork Collective exemplificou seu compromisso com uma pedagogia emancipadora. Como argumenta bell hooks, "a prática educacional crítica requer que desafiem o poder institucional e as formas dominantes de saber". Nesse sentido, a formação de Spence não se restringiu aos bancos escolares, mas envolveu um processo contínuo de reinvenção coletiva da prática artística e educativa.
Portanto, os primeiros anos e a formação de Jo Spence não podem ser dissociados de sua consciência política e de classe, de sua crítica às convenções imagéticas e de sua incorporação do feminismo como projeto epistemológico e existencial. A articulação entre biografia, saber técnico e práxis crítica seria uma constante em toda sua obra posterior — especialmente nos seus projetos de fotografia terapêutica e nas colaborações com artistas e psicanalistas, que redefiniram os limites da imagem como lugar de cura, denúncia e reinvenção do eu.

## Transição para a fotografia documental
A transição de Jo Spence para a fotografia documental ocorreu ao longo da década de 1970, como resposta direta à insatisfação com sua prática anterior de fotografia comercial e à crescente politização de sua atuação profissional. Após uma trajetória inicial marcada por retratos convencionais e eventos sociais, Spence passa a buscar uma linguagem visual que pudesse articular as dimensões políticas da imagem, particularmente no que tange à classe, ao gênero e à ideologia.
Influenciada pelos debates marxistas sobre o papel da cultura nas sociedades capitalistas, Spence aproximou-se da tradição da fotografia documental crítica britânica, em especial aquela forjada nas décadas anteriores por fotógrafos como Bill Brandt e Bert Hardy. Contudo, seu projeto diferenciava-se por uma inflexão feminista e auto-reflexiva, que questionava os próprios dispositivos de produção e circulação da imagem. Como ela afirmaria retrospectivamente:

“A documentação nunca é neutra; ela é sempre uma escolha, uma seleção de aspectos da realidade. Acredito que a fotografia documental pode funcionar como instrumento de revelação e também como campo de luta ideológica”.

Esse reposicionamento estético e ético levou Spence à fundação, em 1974, do Photography Workshop, e posteriormente do Camerawork, uma revista e centro de formação voltado ao uso político da fotografia. O objetivo era claro: criar uma contracultura visual capaz de enfrentar as imagens hegemônicas propagadas pelos meios de comunicação de massa. A colaboração com grupos militantes como o Hackney Flashers Collective — coletivo de fotógrafas feministas voltado à denúncia das condições de vida e de trabalho das mulheres — foi um marco nessa inflexão, e resultou em exposições como Women and Work (1975) e Who's Holding the Baby? (1978), ambas com forte impacto crítico e pedagógico.
O engajamento de Spence com a fotografia documental, portanto, não se resume à adoção de uma técnica, mas à reinvenção da prática documental como forma de intervenção cultural. Como sublinha Stuart Hall, “a representação é o lugar onde se travam as batalhas pela significação”, e é precisamente nesse campo de batalha que Spence inscreve sua câmera. Seu trabalho documental não buscava a objetividade, mas sim o posicionamento político — o que levou a artista a reconfigurar os próprios parâmetros do que seria o realismo em fotografia, em diálogo com a teoria feminista da representação.
A ênfase na participação dos sujeitos fotografados, na narração de suas próprias histórias e na construção de contra-arquivos visuais inscreve sua prática documental no que Jacques Rancière chama de “redistribuição do sensível”, isto é, a transformação das formas de visibilidade que definem quem pode ser visto, ouvido e reconhecido. A fotografia documental de Spence desloca o olhar do espectador para zonas de silenciamento social — a trabalhadora invisível, a mãe sobrecarregada, a paciente medicalizada — e, com isso, produz um efeito de desnaturalização das normatividades sociais.
Sua prática nesse período pode ser descrita como uma pedagogia visual da resistência. Segundo Bell Hooks, “a prática radical do ensino requer um compromisso com a liberdade e com a ruptura das hierarquias de saber”. Spence aplicou esse princípio à imagem, tratando o ato fotográfico como processo dialógico, em que as fronteiras entre fotógrafa, fotografado e público eram deliberadamente tensionadas.
Assim, a transição para a fotografia documental constitui um ponto de inflexão fundamental na trajetória de Jo Spence, pois marca a substituição da câmera como instrumento de registro pela câmera como ferramenta de conscientização crítica. Sua obra passa a operar simultaneamente como documento e discurso, convocando a audiência a confrontar as condições estruturais de exclusão e invisibilização.

## Doença, autorrepresentação e fototerapia
A partir do diagnóstico de um câncer de mama em 1982, Jo Spence inaugura uma das fases mais radicais e inovadoras de sua trajetória, ao converter sua experiência de doença em objeto de investigação estética e política. O encontro entre corpo, sofrimento e imagem torna-se o eixo central de sua prática, resultando no que ela mesma denominou de fototerapia, um procedimento experimental que combinava fotografia, psicanálise e pedagogia crítica com fins de autorreconhecimento e resistência simbólica.
Influenciada por terapeutas como Rosy Martin e por abordagens derivadas da psicologia humanista e do feminismo radical, Spence inicia uma série de ensaios visuais nos quais dramatiza, encena e desconstrói as múltiplas camadas de identidade afetadas pela doença e pela medicalização do corpo. A obra resultante dessa fase — como The Picture of Health? (1982–1986) ou Narratives of Dis-ease (com Martin, 1989) — problematiza não apenas os discursos biomédicos hegemônicos, mas também os limites da representação fotográfica na captura do sujeito doente.
Como escreve a própria Spence:

"A luta contra o câncer não se dá apenas na esfera clínica, mas também na luta pela reconstrução do meu corpo simbólico, através de imagens que me devolvam agência. A fototerapia foi meu instrumento de reapropriação da narrativa de quem sou".

No contexto da teoria crítica contemporânea, o trabalho de Spence pode ser lido à luz dos conceitos de biopolítica e performatividade. O primeiro, formulado por Michel Foucault, remete às formas pelas quais os poderes institucionais regulam os corpos vivos por meio de práticas disciplinares e normativas. Nesse sentido, a encenação visual da doença realizada por Spence não apenas expõe o corpo como campo de intervenção médica, mas também como território de resistência estética frente à normatividade sanitária e de gênero.
O segundo conceito, articulado por Judith Butler, refere-se ao caráter reiterativo da identidade por meio de atos performativos, o que inclui os gestos, os discursos e, no caso de Spence, as poses e figurinos que interpelam os códigos sociais da feminilidade e da saúde. As imagens criadas pela artista, ao desestabilizarem o corpo “curado”, “normal” e “belo”, tornam-se operações performativas de contravisualidade, ao produzirem outras formas de ver e ser vista que escapam aos regimes visuais dominantes.
Essa contravisualidade se realiza, por exemplo, na substituição do corpo-mulher idealizado por imagens da carne vulnerável, cicatrizada e transformada pela intervenção cirúrgica. A exposição de sua mastectomia, de forma frontal e sem idealizações, constitui um gesto político que desmantela o pudor burguês e o fetichismo visual associados ao nu feminino. Como observa Griselda Pollock:

“Ao inscrever a experiência da doença em uma linguagem visual feminista e psicanalítica, Spence rompe com a tradição da mulher como objeto passivo da arte, reivindicando o corpo doente como locus de produção de conhecimento e subjetividade”.

A fototerapia, nesse contexto, não se propõe a curar no sentido biomédico, mas sim a desnaturalizar os discursos de poder que se inscrevem no corpo. Trata-se de uma prática de enfrentamento que conjuga imagem e fala, memória e encenação, criando uma pedagogia da vulnerabilidade que resiste à estetização comercial da dor. O corpo que adoece, para Spence, é um arquivo de experiências e uma superfície de inscrição política.
Com isso, seu trabalho inscreve-se nas discussões contemporâneas sobre epistemologias do corpo, como propõe Donna Haraway ao afirmar que "o conhecimento é sempre corporificado" e que "não há objetividade sem localização". Spence transforma essa localização em imagem, devolvendo ao corpo doente sua capacidade de enunciação.

## Exposições principais
O percurso expositivo de Jo Spence foi sendo construído de forma crescente a partir da década de 1980, quando sua produção passou a ocupar com maior frequência o espaço institucional da arte contemporânea. Contudo, como destaca Tanya Barson, “Spence sempre posicionou-se de maneira crítica em relação ao sistema da arte, preferindo muitas vezes espaços alternativos, coletivos feministas ou ambientes educacionais”. Suas exposições, portanto, devem ser compreendidas tanto como inserções no circuito artístico quanto como intervenções pedagógicas e políticas.
A primeira grande exposição retrospectiva de Spence ocorreu em 1986, no Camden Arts Centre (Londres), sob o título Jo Spence: Photography for Change. A mostra reuniu trabalhos realizados desde os anos 1970, com ênfase nas colaborações com o coletivo The Hackney Flashers, nas fotografias documentais de classe operária e, sobretudo, nas séries de fototerapia desenvolvidas após seu diagnóstico de câncer. A curadoria privilegiou o caráter pedagógico da obra, incluindo painéis explicativos e depoimentos da artista, evidenciando seu compromisso com uma prática de empowerment visual.
Outro marco importante foi a inclusão de sua obra na exposição internacional The Body Politic: Female Bodies and Feminist Art, organizada pela Hayward Gallery em 1991, que a colocou em diálogo com artistas como Hannah Wilke, Barbara Kruger e Mary Kelly. Nesta ocasião, o trabalho de Spence foi interpretado à luz de teorias foucaultianas e feministas da corporeidade, destacando-se sua série The Picture of Health? (1982–1986) como uma das mais contundentes críticas visuais aos regimes biomédicos e ao fetichismo da imagem feminina. Como analisou Amelia Jones:

“Spence transforma sua doença em uma performance de denúncia, recusando a vitimização passiva e criando imagens que interferem na ordem do olhar e na medicalização do corpo feminino”.

Em 2012, por ocasião do vigésimo aniversário de sua morte, o SPACE Studios e o Studio Voltaire, ambos em Londres, realizaram conjuntamente a exposição Jo Spence: Work (Part I and II), com curadoria de Amy Tobin e Helena Reckitt. Esta mostra de caráter antológico revisitou toda a trajetória da artista, incluindo materiais inéditos de arquivo, diários visuais e registros de sessões de fototerapia. A mostra foi acompanhada de um robusto catálogo com ensaios de teóricas como Laura Mulvey e Griselda Pollock, reafirmando o legado de Spence para os estudos visuais e os feminismos contemporâneos.
Em 2022, sua obra foi integrada à grande exposição coletiva Radical Landscapes na Tate Liverpool, que propôs reavaliar as representações do corpo, da terra e da política no contexto britânico. A presença de Spence no núcleo temático “Land and Health” dialogava com abordagens ecofeministas e pós-coloniais, ampliando o campo de recepção crítica de sua produção.
Além dessas exposições de grande escala, o trabalho de Spence tem sido objeto de constantes revisitações em mostras menores, simpósios acadêmicos e publicações curatoriais, tanto no Reino Unido quanto internacionalmente, como no Fotomuseum Winterthur (Suíça, 2015) e no Museum Reina Sofía (Madri, 2018), onde sua obra foi exibida no contexto das genealogias feministas da arte fotográfica.
A natureza politizada e processual da obra de Jo Spence desafia os moldes tradicionais da exposição museológica, solicitando formatos curatoriais mais colaborativos e transdisciplinares, que contemplem o entrecruzamento entre arte, educação e militância. Conforme observa Helena Reckitt:

“Exibir Spence hoje implica não apenas celebrar sua obra, mas também recriar o campo expandido da fotografia crítica que ela ajudou a construir — um campo que é ao mesmo tempo estético, político e afetivo”.

## Recepção crítica
A obra de Jo Spence tem sido objeto de crescente interesse crítico e historiográfico desde a década de 1980, sobretudo no campo dos estudos visuais, da crítica feminista e das teorias da imagem política. A recepção de sua produção inscreve-se no debate transdisciplinar sobre a performatividade do corpo, os regimes escópicos da medicina e a insurgência das práticas visuais militantes. Como observa Griselda Pollock, “Spence reconceitualiza a fotografia como prática de resistência, deslocando-a de sua função de documentação para uma função de transformação subjetiva e coletiva”.
A crítica especializada tende a enfatizar dois grandes eixos analíticos na obra de Spence: de um lado, sua articulação entre fotografia documental e pedagogia política nos anos 1970; de outro, sua reconfiguração radical da autorrepresentação na década seguinte, por meio da phototherapy. Essa prática híbrida entre arte, ativismo e psicologia foi amplamente debatida por autores como Joana Tuñón e Lucy Reynolds, que destacam o potencial disruptivo das imagens de Spence ao contrapor a fragilidade corporal ao ideal normativo da saúde e da feminilidade.
Para Amelia Jones, uma das principais teóricas da performance e da visualidade, a produção autorrepresentacional de Spence opera como “uma prática de encarnação crítica, na qual a artista desloca a noção de sujeito soberano, introduzindo o corpo doente, envelhecido, não idealizado, como campo de resistência às gramáticas visuais do patriarcado e da medicina institucional”. Nesse sentido, sua obra se alinha às epistemologias do Sul e à biopolítica foucaultiana, ao desvelar os mecanismos de controle que incidem sobre o corpo feminino na cultura ocidental.
Importante também é a leitura oferecida por Laura Mulvey, que aponta a obra de Spence como central para uma crítica ao voyeurismo e à objetificação do corpo na fotografia tradicional:

“Spence mina o poder da lente ao reapropriá-la como espelho crítico, rompendo com a passividade da imagem feminina e propondo uma pedagogia visual da dor, da cura e da luta”.

Nos últimos anos, o nome de Jo Spence tem sido revalorizado por curadorias institucionais que buscam reconstituir genealogias alternativas da arte contemporânea, notadamente aquelas que privilegiam práticas feministas, comunitárias e pós-coloniais. Sua inserção em exposições como Radical Women: Latin American Art, 1960–1985 (Hammer Museum, 2017), ainda que marginal, demonstrou o potencial de diálogo intercultural que sua obra carrega. Mais do que ser incluída em grandes narrativas, Spence é constantemente evocada como paradigma para artistas contemporâneas engajadas com a visualidade do trauma, da enfermidade e da autoinscrição política.
A recepção acadêmica mais recente também tem abordado sua obra a partir de uma lente decolonial, como no ensaio de Ariella Aïsha Azoulay sobre o “direito à não-fotografia”, no qual ela reivindica Spence como uma das artistas que “rompem com o contrato imperial da imagem”, recusando a espetacularização da dor em favor de uma política de partilha e escuta.

## Legado e influência
O legado de Jo Spence transcende os limites disciplinares da história da arte, inscrevendo-se de modo decisivo nas esferas da teoria crítica, das práticas curatoriais, da pedagogia feminista e da epistemologia do corpo. Sua obra constitui uma referência fundacional para o entendimento da fotografia como linguagem contra-hegemônica, capaz de articular autobiografia, crítica institucional e resistência à normatividade biomédica e visual.
Na esteira das formulações de Michel Foucault sobre a biopolítica e o poder disciplinar, diversos autores têm destacado como Spence desvelou o entrelaçamento entre tecnologias de visualidade e regimes de dominação sobre o corpo feminino. Conforme expõe Abigail Solomon-Godeau, sua abordagem da fotografia “não apenas interroga as convenções do retrato, mas também transforma a câmera em instrumento de desestabilização epistemológica do olhar médico, patriarcal e estatal”.
Entre os principais desdobramentos de sua prática está o desenvolvimento da fototerapia como estratégia artística, pedagógica e psicanalítica. Essa metodologia inspirou uma geração de artistas e educadoras visuais — como Rosy Martin, com quem Spence colaborou diretamente — além de influenciar práticas terapêuticas centradas na imagem autobiográfica, nos processos de escuta visual e na descolonização do olhar. A fototerapia, como observou Karen Henwood, "ressignifica a relação sujeito-câmera, colocando a paciente/artista como autora de sua representação e narradora de seu sofrimento.
O impacto de Spence também é visível na emergência de práticas artísticas feministas e queer que adotam a autorrepresentação como forma de denúncia e autorreflexividade. Artistas como Hannah Wilke, Renate Bertlmann, Tracy Emin, Zanele Muholi e Laura Aguilar foram, direta ou indiretamente, influenciadas pela radicalidade com que Spence tensionou os limites entre corpo e imagem, estética e política. Nesse sentido, a crítica contemporânea tem situado sua obra no campo da contravisualidade, tal como formulado por Nicholas Mirzoeff, isto é, como “um modo de ver insurgente que contesta as visualidades dominantes com base na experiência encarnada e no saber localizado”.
Instituições como o Victoria and Albert Museum, a Whitechapel Gallery e a Tate Britain têm reintroduzido Spence em exposições e aquisições que buscam revisitar os cânones modernos à luz de epistemologias feministas e interseccionais. A mostra Jo Spence: The Final Project (2012), organizada pelo Studio Voltaire, e a presença de suas obras na Documenta 12 (2007) reafirmaram a atualidade de sua proposta estética e política, reafirmando-a como matriz para práticas curatoriais baseadas na vulnerabilidade como categoria crítica.
O reconhecimento tardio, mas crescente, da importância de Spence aponta não apenas para sua inserção na história da arte contemporânea, mas para a necessidade de reescrevê-la sob novas gramáticas, capazes de incluir a dor, a doença, a dissidência e o testemunho encarnado como formas legítimas de produção de conhecimento visual. Como sintetiza Marina Gržinić:

“Jo Spence nos legou um arquivo insurgente de imagens que não buscam agradar o olhar, mas provocá-lo; não para serem contempladas, mas para interpelar o espectador a partir do abismo entre o corpo e a norma, entre a ferida e a política”.

## Linha do tempo comentada: Jo Spence
1934 — Nascimento e primeiros anos
Jo Spence nasce em 15 de junho de 1934, em Londres, no seio de uma família da classe trabalhadora. Sua origem modesta e o contexto do pós-guerra marcarão profundamente seu olhar social e sua futura concepção crítica da fotografia.
1950s–60s — Atuação no setor fotográfico comercial
Trabalha como fotógrafa de casamentos e eventos sociais, área que lhe proporcionou domínio técnico, mas que também limitava as possibilidades de expressão artística e crítica. Esse período fornece o pano de fundo para sua posterior ruptura com o modelo tradicional de fotografia.
1974 — Fundação do Hackney Flashers
Co-fundadora do coletivo feminista Hackney Flashers, Spence atua em projetos que unem fotografia e política social, com foco em questões como trabalho feminino, maternidade e desigualdade de classe. O projeto Who's Holding the Baby? (1978) torna-se um marco da fotografia engajada no Reino Unido.
1980–1982 — Estudos teóricos e articulação da fotografia como crítica institucional
Estuda fotografia na Polytechnic of Central London, onde entra em contato com teorias marxistas, pós-estruturalistas e feministas. Este período marca sua transição conceitual: da fotógrafa para a artista e teórica crítica. Seu texto seminal Putting Myself in the Picture (1986) virá da fricção entre essas teorias e suas experiências pessoais.
1982 — Diagnóstico de câncer de mama
A doença torna-se catalisadora de uma virada radical em sua obra. Passa a registrar sua experiência clínica, seu corpo vulnerável e o processo de tratamento oncológico, inaugurando uma vertente pioneira de autorrepresentação crítica. Surge a parceria com Rosy Martin e o desenvolvimento da fototerapia.
1984–1987 — Consolidação da fototerapia e crítica à biomedicina
Spence realiza séries como The Picture of Health?, onde critica os discursos médicos e a patologização do corpo feminino. Seu trabalho adquire uma dimensão biopolítica explícita, alinhando-se a discussões contemporâneas sobre poder e corporeidade. O corpo doente torna-se lugar de insurgência visual.
1991 — Cultural Sniping: The Art of Transgression
Publicação fundamental que reúne ensaios e textos que articulam teoria crítica, autobiografia e pedagogia radical. Define sua posição como uma artista militante, situada entre o campo da arte, da política e da pedagogia libertária.
1992 — Morte e legado
Spence morre em 24 de junho de 1992, aos 58 anos. Deixa um acervo visual e teórico que continuaria a reverberar intensamente em debates sobre arte engajada, feminismo, saúde e representação do corpo.
2000s–2020s — Redescoberta institucional e curatorial
Sua obra retorna ao centro dos debates artísticos a partir de exposições retrospectivas, pesquisas curatoriais e publicações acadêmicas. Participa da Documenta 12 (2007), e sua produção é integrada ao acervo de instituições como a Tate Britain e o Victoria and Albert Museum.